# Лэмбтон, Энтони Клод Фредерик, 6-й граф Дарем
Энтони Клод Фредерик Лэмбтон, также известный как лорд Лэмбтон (англ. Antony Claud Frederick Lambton; 10 июля 1922, Дарем — 30 декабря 2006[…], Совичилле, Тоскана) — британский аристократ, который был членом парламента от консервативной партии с 1951 по 1973 год. С 1941 по 1970 год он носил титул учтивости — виконт Лэмбтон и стал 6-м графом Дарем в феврале 1970 года, но вскоре после этого отказался от титула. В результате сексуального скандала в 1973 году он ушел из парламента и с поста министра. Он приходился двоюродным братом Алеку Дугласу-Хьюму, который был премьер-министром в течение года с 1963 по 1964 год.

## Ранняя жизнь
Родился 10 июля 1922 года в Комптоне, Сассекс. Второй сын Джона Лэмбтона, 5-го графа Дарема (1884—1970), и Дианы Мэри, урождённой Фаркуар. Он вырос в семейных поместьях, сосредоточенных вокруг замка Ламбтон недалеко от Вашингтона в графстве Дарем, фактически живя в соседнем Биддик-холле. Он получил образование в школе Харроу и служил в Королевском Хэмпширском полку во время Второй мировой войны, прежде чем был уволен по инвалидности. Затем он работал на военной фабрике в Уолсенде.

## Политическая карьера
Энтони Лэмбтон сначала баллотировался в Палату общин на парламентских выборах 1945 года как член лейбористской партии от Честер-ле-Стрита, а затем в Бишоп Окленд в 1950 году. Он был избран в городской совет Дарема и в совет графства Дарем в 1947 году на два года. Он был избран членом парламента от Бервик-апон-Твид в 1951 году, где проработал до 1973 года.
В 1970 году Энтони Лэмбтон был назначен парламентским заместителем министра обороны. Он унаследовал титул графа Дарема после смерти своего отца 4 февраля 1970 года, но 23 февраля отказался от него, чтобы продолжить работу в качестве члена парламента и министра правительства. Тем не менее он настоял на том, чтобы к нему обращались как «лорд Лэмбтон», форма обращения, соответствующая его прежнему титулу учтивости. Однако в постановлении Комитета по привилегиям говорилось, что ему не следует делать этого в Палате общин, поскольку он отказался от своих титулов пэра. Противоречивые решения двух спикеров, Хораса Кинга и Селвина Ллойда, оставили этот вопрос нерешенным.
В 1973 году связи лорда Лэмбтона с проститутками были раскрыты в воскресном таблоиде The News of the World. Муж одной из проституток, Нормы Леви, тайно сфотографировал Лэмбтона в постели с Леви и пытался продать фотографии таблоидам Флит-стрит. Кроме того, при обыске дома Лэмбтона полиция обнаружила небольшое количество каннабиса. 22 мая Лэмбтон подал в отставку как со своего поста, так и из парламента; это вызвало дополнительные выборы на его место, на которых победил Алан Бейт от Либеральной партии. Вскоре после этого имя Джеллико появилось в связи со свиданием одной из девушек Нормы в особняке Сомерс-Таун, который был назван Джеллико-хаус в честь родственника графа Бэзила Джеллико (1899—1935), жилищного реформатора и священника из колледжа Магдалины (Оксфорд). Возникла путаница, и лорд Джеллико, лорд-хранитель печати и лидер Палаты лордов, признался в «случайных связях» с проститутками из эскорт-агентства Мейфэр, но отрицал, что знал Норму Леви.
Расследование службы безопасности по поводу скандала с проституцией пришло к выводу, что «в поведении (Лэмбтона) не было ничего, что позволяло бы предположить, что риск неосторожных действий в этих случаях был незначительным». Лэмбтон заявил, что он никогда не брал с собой красные коробки с правительственными документами, когда посещал Норму Леви. Расследование безопасности было проведено из-за опасений, что скандал с проституцией мог быть связан с реальным или потенциальным нарушением национальной безопасности (как это произошло в скандале с Профьюмо в 1960-х годах).
Когда Энтони Лэмбтон давал интервью офицеру МИ5 Чарльзу Элвеллу, Энтони Лэмбтон сначала заявил, что давление его работы в качестве министра было тем, что заставило его нанимать проституток. Позже Лэмбтон заявил, что его чувство «бесполезности работы» и отсутствие сложных задач в качестве младшего министра были причинами, по которым он обратился к проституткам. Наконец, Лэмбтон утверждал, что его суждение было ошибочным, когда он пошел к проституткам из-за его одержимости борьбой за использование аристократического титула, который использовал его отец; Лэмбтон утверждал, что он стремился успокоить эту одержимость, занимаясь садоводством и развратом.

## Поздние годы

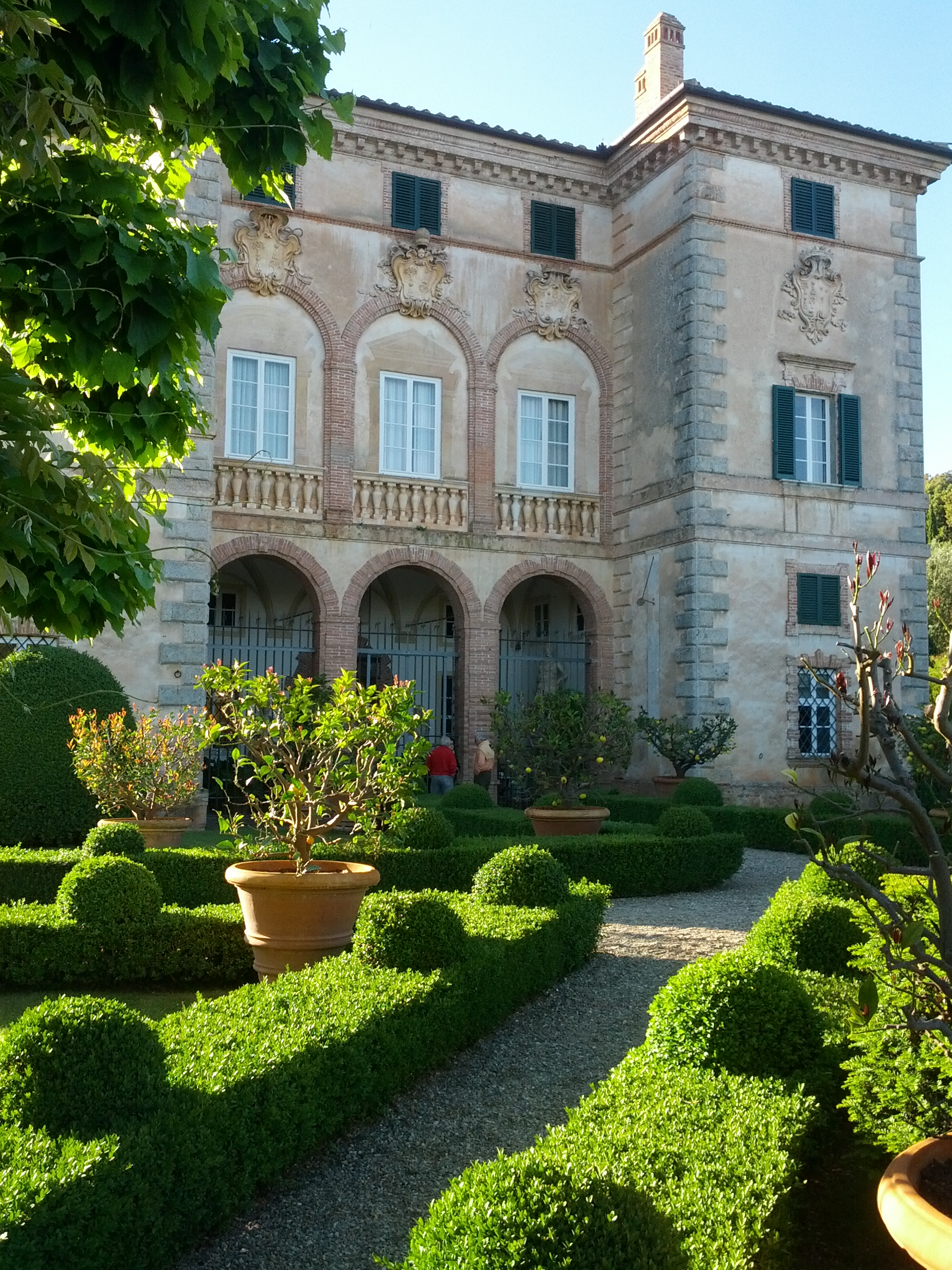
Последние три десятилетия своей жизни Лэмбтон потратил все силы на восстановление виллы Цетинале в Тоскане.

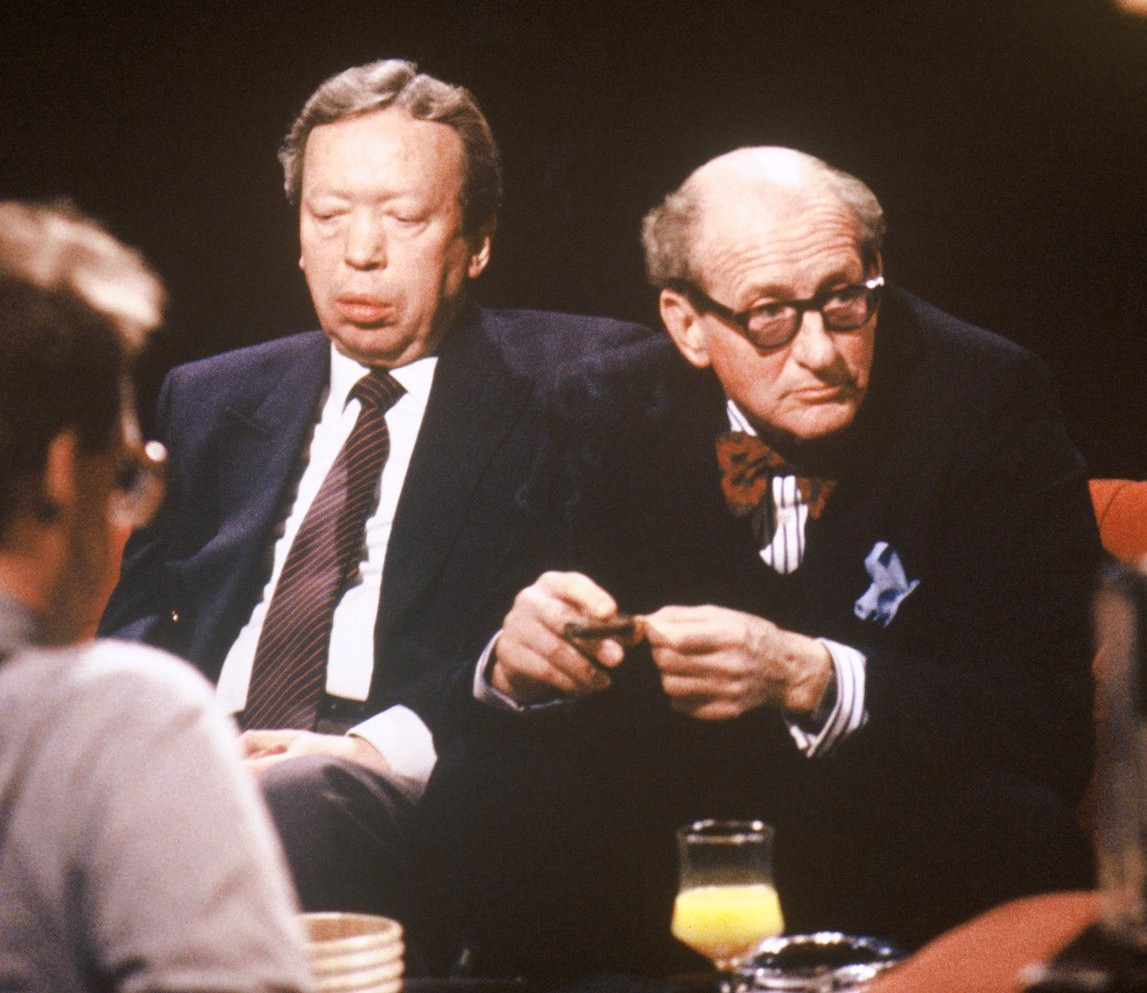
В After Dark в 1991 году (справа)

После скандала Энтони Лэмбтон вышел на пенсию, расстался со своей женой и купил виллу Цетинале, виллу XVII века в Тоскане, где он жил с Клэр Уорд (урожденная Клэр Леонора Бэринг), матерью актрисы Рэйчел Уорд и дочерью игрока в крикет Джайлза Бэринга. Он так и не развелся со своей женой Бинди, которая умерла в 2003 году.
В 1991 году Энтони Лэмбтон появился в телевизионной дискуссионной программе «После наступления темноты» под председательством Хелены Кеннеди вместе с Дунканом Кэмпбеллом, Джейн Мур, Клэр Шорт, Энтони Говардом и другими.
Несмотря на отказ от своих титулов пэра в 1970 году, он продолжал использовать свой прежний титул виконта Лэмбтона. Однако, поскольку теперь этот титул был любезно передан его единственному сыну, сэр Энтони Вагнер и другие утверждали, что со стороны Лэмбтона было неправильно использовать этот титул.
30 декабря 2006 года Энтони Лэмбтон скончался в больнице Сиены, Италия.

## Брак и дети
10 августа 1942 года виконт Лэмбтон женился на Белинде Бриджит «Бинди» Блю-Джонс (23 декабря 1921 — 13 февраля 2003). Она была дочерью майора Дугласа Холдена Блю-Джонса и его жены Вайолет Хильды Маргарет Биркин, сестры Фреды Дадли Уорд.
У них было пять дочерей и один сын:
- Леди Люсинда Лэмбтон (род. 10 мая 1943)
- Леди Беатрикс Мэри Лэмбтон (род. 23 июля 1949)
- Леди Роуз Дайана Лэмбтон (26 ноября 1952 — 5 апреля 2022)
- Леди Энн Мэри Габриэль Лэмбтон (род. 4 июля 1954)
- Леди Изабелла Лэмбтон (род. 17 мая 1958), замужем за сэром Филипом Нейлором-Лейландом, 4-м баронетом.
- Эдвард Ричард Лэмбтон, 7-й граф Дарем (род. 19 октября 1961), преемник отца.